# Senat de Burundi
El Senat de Burundi (en francès: Sénat du Burundi) és la cambra alta del Parlament de Burundi. Està format per entre 39 i 56 membres que compleixen un mandat de 5 anys. L'actual Senat va ser elegit el 20 de juliol de 2020 i consta de 39 membres. i es compon de 43 membres. L'actual president és Révérien Ndikuriyo.

## Característiques
En cadascuna de les 17 províncies del país, dos senadors (un d'ètnia Hutu i un altre d'ètnia Tutsi) són escollits pels col·legis electorals dels consells comunals. La votació es du a terme utilitzant un sistema de tercera ronda. En les dues primeres rondes, un candidat ha de rebre una gran majoria (dos terços, o el 67% dels vots) per ser elegit. Si cap candidat és elegit en aquestes rondes, una tercera ronda s'organitza per als dos candidats principals, dels quals el candidat que obté la majoria de vots és el triat. Tres senadors representen el grup ètnic twa i membres addicionals poden ser elegits per complir amb la quota de representació de gènere del 30% per a les dones. Els excaps d'Estat es converteixen automàticament en senadors vitalicis. Els senadors que no compleixen amb el rquisit anterior, tenen un període de cinc anys.

## Llista de presidents del senat
| Nom                   | Inici         | Final         | Partit   |
| --------------------- | ------------- | ------------- | -------- |
| Joseph Bamina         | 1965          | 8 juliol 1965 | UPRONA   |
| No hi va haver senat  | 1965          | 2002          |          |
| Libère Bararunyeretse | 2002          | 2005          | UPRONA   |
| Gervais Rufyikiri     | 17 agost 2005 | 2010          | CNDD-FDD |
| Gabriel Ntisezerana   | 2010          | 2015          | CNDD-FDD |
| Révérien Ndikuriyo    | 14 agost 2015 | present       | CNDD-FDD |